# گوستاوو کابرال
گوستاوو کابرال (انگلیسی: Gustavo Cabral؛ زادهٔ ۱۴ اکتبر ۱۹۸۵) بازیکن فوتبال اهل آرژانتین است که در باشگاه پاچوکا به عنوان مدافع میانی در دسته برتر فوتبال مکزیک بازی می‌کند.
وی همچنین در تیم ملی فوتبال زیر ۲۰ سال آرژانتین بازی کرده‌است.